# Coactivation musculaire
La coactivation musculaire est un phénomène décrivant l'activation simultanée de deux muscles agoniste/antagoniste lors d'un mouvement.
La coactivation musculaire est utile pour limiter l'amplitude des mouvements et augmenter la précision. Lorsque ce phénomène est mal géré, par exemple lorsqu'un muscle agoniste est hypertrophié, il y a un risque de dommages ligamentaires.
À l'inverse la coactivation musculaire peut être néfaste dans le cas de performances sportives (par ex. la course à pied), car elle diminue le rendement musculaire. Ceci se produit notamment si le sportif n'arrive pas à gérer le stress de la compétition.